# Boo, Bitch
Boo, Bitch é uma minissérie de comédia americana criada por Tim Schauer, Kuba Soltysiak, Erin Ehrlich e Lauren Iungerich que estreou na Netflix em 8 de julho de 2022.

## Sinopse
Uma estudante não tão popular (Lana Condor) aproveita a oportunidade para começar a viver aventuras e diversões. No entanto, ela morre, justo quando ela começa a aproveitar seu último ano.

## Elenco e personagens

### Principal
- Lana Condor como Erika Vu (Helen Who/Helen Quem)[4][5]
- Zoe Colletti como Gia, a melhor amiga de Erika desde a infância
- Mason Versaw como Jake C., o cara que Erika gosta
- Aparna Brielle como Riley, uma garota popular que é "namorada" de Jake C., e uma inimiga de Erika.
- Tenzing Norgay Trainor como Gavin, o interesse amoroso de Gia, e líder dos The Afterlifers (Os Pós-Vidas)

### Recorrente
- Jami Alix como Lea, amiga de Riley[6][7]
- Nick Benson como Chase
- Brittany Bardwell como Sophia
- John Brantley Cole como Dr. Vu, pai de Erika
- Van Brunelle como Oliver Vu, irmão mais novo de Erika
- Austin Fryberger como Archer
- Conor Husting como Jake W., o melhor amigo de Jake C.[7]
- Alyssa Jirrels como Alyssa, uma mãe adolescente
- Cathy Vu como Sra. Vu, mãe de Erika
- Savira Windyani como Sail[7]
- Abigail Achiri como Raven, uma membro dos Pós-Vidas[7]
- Reid Miller como Brad, um membro dos Pós-Vidas[6][7]
- Jason Genao como Devon (Stinky/Fedido), um inimigo de infância de Erika
- Mary Aldousary[8]
- Zachary Fineman[8]

### Convidado
- Madison Thompson[6] como Emma, chefe do comitê do baile

## Episódios
| N.º | Título (no Brasil)                                               | Dirigido por        | Escrito por                     | Lançamento         |
| --- | ---------------------------------------------------------------- | ------------------- | ------------------------------- | ------------------ |
| 1 | "Life's a Bitch and Then You Die" "A vida é dura e curta, vaca!" | Lauren Iungerich    | Erin Ehrlich & Lauren Iungerich | 8 de julho de 2022 |
| As estudantes impopulares do ensino médio Erika Vu e Gia se esforçam para se destacar antes da formatura, participando de uma festa. Jake C. termina com sua namorada Riley. Erika e Gia se aproximam de suas paixões Jake C. e Jake W., respectivamente, e consideram convidá-los para o baile. Acordando de ressaca, elas se lembram pela última vez de voltar para casa da festa e ver um carro acelerar em direção a elas. Elas voltam para onde andaram e ficam chocadas ao ver um cadáver coberto por um alce. Nos pés do cadáver estão os sapatos de Erika. |                                                                  |                     |                                 |                    |
| 2 | "Resting Bitch Face" "Vaca mal-humorada"                         | Lauren Iungerich    | Lauren Iungerich                | 8 de julho de 2022 |
| Erika conclui que ela é um fantasma e se arrepende de não ter vivido sua vida ao máximo antes. Ela descobre que é capaz de adulterar dispositivos eletrônicos. Ela se encontra com os Afterlifers (Pós-Vidas), um grupo de adolescentes interessados no paranormal, que sugerem que fantasmas existem quando eles têm negócios inacabados. Ela percebe que seu negócio inacabado é beijar Jake C., então ela corre para um ponto de encontro que ele a convidou horas atrás, apenas para descobrir que ela está atrasada e que Jake C. voltou com Riley. |                                                                  |                     |                                 |                    |
| 3 | "Payback's a Bitch" "Cada vaca tem o que merece"                 | Erin Ehrlich        | Erin Ehrlich                    | 8 de julho de 2022 |
| Os Pós-Vidas explicam a Erika que se um fantasma não completar seus negócios inacabados antes que seu cadáver se decomponha, o fantasma desaparecerá e será forçado a assombrar por toda a eternidade. Preocupada, Erika pede desculpas a Jake C. por não ter ido ao seu ponto de encontro, e ele a convida para a proposta de um amigo. Antes que ela planeje beijar Jake C. e ascender, ela se despede de sua família e de Gia. Ela faz amizade com Riley, que pede a Erika para não namorar Jake C. Erika beija Jake C., mas fica confusa quando ela não ascende. |                                                                  |                     |                                 |                    |
| 4 | "Bitch Slapped" "Vaca humilhada"                                 | Erin Ehrlich        | Tim Schauer & Kuba Soltysiak    | 8 de julho de 2022 |
| Erika acha que seu negócio inacabado é, na verdade, ir ao baile com Jake C. Elas organizam uma festa para que possam convidar os dois para o baile. Gia fica triste ao ver Erika levar o crédito por sua festa e que Jake W. está namorando outra pessoa. Ela conhece Gavin, o médium dos Pós-Vidas, e o beija. Jake C. concorda em ir ao baile com Erika. Riley confronta Erika com raiva por levar seu ex-namorado ao baile, mas Erika se defende e pede que ela saia da festa. Enquanto a multidão comemora Erika, Gia fica emburrada atrás. |                                                                  |                     |                                 |                    |
| 5 | "Fake Bitch" "Vaca falsiane"                                     | Kimberly McCullough | Vivian Huang & Jewel Chanel     | 8 de julho de 2022 |
| Erika dispara em popularidade após sua festa e confronto com Riley. Seus relacionamentos com Gia e Jake C. ficam tensos quando ela se concentra em sua popularidade sobre eles. Quando ela fica obcecada com um comentário anônimo de um troll, Riley se oferece para ajudá-la a gerenciar seu novo estrelato. Erika mente para Gia para poder sair com Riley. É revelado que foi Gia que deixou o comentário de ódio. |                                                                  |                     |                                 |                    |
| 6 | "Who Dat Bitch?" "Quem é essa vaca?"                             | Kimberly McCullough | Sonia Kharkar                   | 8 de julho de 2022 |
| Erika começa a sair mais com Riley do que com Gia. Gia implora a Erika para passar mais tempo com ela antes que ela ascenda na época do baile, mas Erika se preocupa por não ter tempo suficiente para desfrutar de seu novo estrelato. Os Pós-Vidas explicam que um fantasma pode ficar em seu corpo fantasma se eles forem mais famosos na morte do que na vida. Erika incita seus colegas a cancelar o baile. Gia e Jake C. a acusam de não se importar com mais ninguém. Erika e Gia lutam na floresta perto do cadáver, onde ficam surpresas ao descobrir que o cadáver é na verdade de Gia.                                                                                                 |                                                                  |                     |                                 |                    |
| 7 | "Bad Bitch" "Vaca terrível"                                      | Kimberly McCullough | Stefanie Leder                  | 8 de julho de 2022 |
| Um flashback mostra que Gia foi quem foi atingida pelo alce, e a fantasma Gia substituiu os sapatos de seu cadáver pelos de Erika. Gia explica que não queria que Erika se sentisse culpada por sua morte, mas Erika a acusa de ser egoísta. Gia diz a Erika que ela está desaparecendo lentamente e que deseja se reconciliar com ela. Ela fica incrédula quando Erika pede que ela apague alguma chantagem sobre Erika. Todos na escola começam a odiar Erika por cancelar o baile e Jake C. termina com Erika. Gia termina com Gavin para poupar seus sentimentos quando ela desaparecer. Gavin fala com seus amigos sobre Gia, mas seus amigos não se lembram de ter visto Gia desde a festa. |                                                                  |                     |                                 |                    |
| 8 | "Bitch, Bye" "Tchau, vaca!"                                      | Kim Nguyen          | Erin Ehrlich                    | 8 de julho de 2022 |
| Erika percebe que Gia era invisível para todos, exceto ela e Gavin, já que ela era um fantasma. Erika pede um sinal do que fazer e recebe uma mensagem dizendo para ela ir ao baile. Gia aparece no baile e se despede de Erika e dança com Gavin. Erika faz um discurso em homenagem à memória de Gia e, enquanto todos os alunos cantam o nome de Gia, ela ascende. Erika se reconcilia com Jake C. e seus colegas. Na faculdade, Erika vê um sinal de que Gia ainda está com ela e sorri. |                                                                  |                     |                                 |                    |

## Produção

### Desenvolvimento
Em 5 de fevereiro de 2021, a Netflix deu à produção um pedido de série limitada composta por oito episódios. A série é criada por Tim Schauer, Kuba Soltysiak, Erin Ehrlich, Lauren Iungerich. Ehrlich e Iungerich também devem ser produtores executivos ao lado de Lana Condor, Jonathon Komack Martin, Blake Goza e Jamie Dooner. A série estreou em 8 de julho de 2022.

### Escolha do elenco
Após o anúncio do pedido da série limitada, Condor também foi escalado para estrelar. Em 27 de agosto de 2021, Zoe Colletti, Mason Versaw e Aparna Brielle se juntaram ao elenco como regulares da série, enquanto Tenzing Norgay Trainor e Jason Genao foram escalados em capacidades recorrentes. Em 13 de junho de 2022, foi relatado que Jami Alix, Madison Thompson e Reid Miller se juntaram ao elenco em capacidades não reveladas.

## Recepção
O site agregador de críticas Rotten Tomatoes relatou um índice de aprovação de 56% com uma classificação média de 5,6/10, com base em 18 críticas. O Metacritic, que usa uma média ponderada, atribuiu uma pontuação de 49 em 100 com base em 8 críticas, indicando "críticas mistas ou médias".